# Oligospanioménorrhée
 (janvier 2011).
Si vous disposez d'ouvrages ou d'articles de référence ou si vous connaissez des sites web de qualité traitant du thème abordé ici, merci de compléter l'article en donnant les références utiles à sa vérifiabilité et en les liant à la section « Notes et références ».
Une oligospanioménorrhée est une menstruation irrégulière, peu abondante et anormalement espacée des autres du fait de cycles plus longs.

## Description
L'oligospanioménorrhée est caractérisée par deux symptômes : la faible abondance et l'espacement anormal des cycles. Les deux symptômes, en particulier le peu d'abondance des périodes menstruelles, caractérisent aussi l'oligoménorrhée, en général. Mais elle se rencontre à l'adolescence lors des premières menstruations ou chez la femme non ménopausée présentant un prolactinome. On peut également rencontrer ce trouble chez la femme en hypothyroïdie. Elle peut aussi se rencontrer chez les femmes souffrant d'un syndrome des ovaires polykystiques (SOPK).